# Татарская Пенделка
Татарская Пенделка (тат. Пәлдәнге) — татарское село в Кузнецком районе Пензенской области. Входит в состав Махалинского сельсовета.

## География
Село расположено в 5 км к северу от Русской Пенделки. Высота над уровнем моря — 242 метра.

## Происхождение названия
Названо в отличие от Русской Пенделки и по реке Пенделки.

## История
Основано в составе Узинского стана Пензенского уезда, в конце XVII века (не позднее 1710 года), на земле, отказанной служилым татарам в 1685 году как поместное жалование за станичную службу.

Среди первопоселенцев – мурзы Дебердеев и Умряков. Абдрахмановкой именовалось, вероятно, по имени одного из татар. 
Упоминается как татарская д. Пенделга в 1736 году. 
В 1747 году в д. Пичюрка, Труевская Пелдянка тож, показано 245 ревизских душ, приписанных к Адмиралтейству для корабельной работы, родились и дожили до 1762 году 213, отданы в рекруты – 15, прибыли из других мест – 32. 

В 1748 году – в татарской д. Пенделге 245 ревизских душ.

С 1780 году – Кузнецкого уезда Саратовской губернии, на почтовом тракте из Кузнецка в город Петровск. 

В 1795 году – деревня Пенделка казенных крестьян, 133 двора, 418 ревизских душ. 
В 1859 году – 290 дворов, 3 мечети, работала суконная фабрика, к 1870 году к этому предприятию добавился клеевой завод. 

В 1911 году – Анненковской волости, 449 дворов (большинство – 409 дворов – составляли Усть-Бикбулатовское общество), 3 мечети. 

В 1939 году – центр сельсовета, средняя школа. 

В 1955 году – Русско-Пендельского сельсовета, центральная усадьба колхоза «Память Ленина». 

В 2004 году работали сельский клуб на 150 мест (построен в 1996 г.), школа.

## Численность населения
| 1748 | 1762 | 1795 | 1859 | 1897 | 1911 | 1920 | 1926 | 1930 | 1939 | 1959 | 1979 | 1989 | 1996 | 2004 |
| ---- | ---- | ---- | ---- | ---- | ---- | ---- | ---- | ---- | ---- | ---- | ---- | ---- | ---- | ---- |
| 490  | 611  | 836  | 1775 | 2234 | 2948 | 1498 | 2197 | 2718 | 1340 | 1070 | 696  | 519  | 457  | 368  |

## Известные уроженцы
- Агишев, Якуб Халилович[тат.] (тат. Якуб Хәлил улы Агишев, 1899—1972) — литературовед, критик, педагог, член союза писателей СССР (1946); кандидат филологических наук, доцент.
- Агишев, Махмут Халилович (тат. Махмут Хәлил улы Агишев, 1905 - 1983) - советский врач, профессор, член ВКП(б) с 1927 года; младший брат литературоведа, доцента филологии Агишева Якуба Халиловича.
- Усманов, Шамиль Хайруллович (тат. Шамил Хәйрулла улы Усманов, 1898—1937) — татарский советский писатель, драматург и политический деятель.
- Байгильдин, Юсуф Мухамеджанович[тат.] (тат. Йосыф Мөхәммәтҗан улы Байгилдин, 1913—1989) — химик-технолог, лауреат Государственной премии СССР (1953) за большой вклад в развитие технологий спецмашиностроения.
- Бичурин, Абдулла Халилович (тат. Габдулла Хәлил улы Бичурин, 1911—1986) — генерал-майор, в 1961—1981 годах председатель КГБ Татарской АССР.
- Тузов, Леонид Васильевич (1925-2018) - советский и киргизский физик, доктор физико-математических наук, профессор Кыргызского национального университета имени Жусупа Баласагына. Заслуженный деятель науки Кыргызской Республики (1995).
- Ерофеев, Борис Васильевич (1909-1995) - советский белорусский учёный в области физико-химии, доктор химических наук, академик АН БССР. Заслуженный деятель науки Белорусской ССР (1979).
- Тенишева, Зулейха (1885-1938) - известная советская татарская певица.